# Alfred Asikainen
Alfred Asikainen (Víborg, Finlandia, 2 de noviembre de 1888-Helsinki, 7 de enero de 1942) fue un deportista finlandés especialista en lucha grecorromana donde llegó a ser medallista de bronce olímpico en Estocolmo 1912.

## Carrera deportiva
En los Juegos Olímpicos de 1912 celebrados en Estocolmo ganó la medalla de bronce en lucha grecorromana estilo peso medio, tras el sueco Claes Johanson (oro) y su compatriota el también finlandés Martin Klein (plata).